# Kangbao Muchang (bondby i Kina, Hebei Sheng, lat 42,07, long 114,76)
Kangbao Muchang (kinesiska: 康保牧场) är en bondby i Kina. Den ligger i provinsen Hebei, i den norra delen av landet, omkring 280 kilometer nordväst om huvudstaden Peking. Antalet invånare är 567. Befolkningen består av 255 kvinnor och 312 män. Barn under 15 år utgör 9,0 %, vuxna 15-64 år 81 %, och äldre över 65 år 8,0 %.
Runt Kangbao Muchang är det ganska tätbefolkat, med 62 invånare per kvadratkilometer. Kangbao Muchang är det största samhället i trakten. Trakten runt Kangbao Muchang består i huvudsak av gräsmarker.
Genomsnittlig årsnederbörd är 502 millimeter. Den regnigaste månaden är juni, med i genomsnitt 134 mm nederbörd, och den torraste är december, med 3 mm nederbörd.